# Billy Dodds
William „Billy” Dodds (ur. 5 lutego 1969 w New Cumnock) – szkocki piłkarz występujący podczas rozgrywek na pozycji napastnika, 26-krotny reprezentant Szkocji.

## Kariera klubowa
Wychowanek Chelsea FC. Rozpoczął tam zawodową karierę w 1986 roku i przez łącznie 3 sezony rozegrał dla tego klubu 3 spotkania ligowe. 7 marca 1987 roku zadebiutował w First Division w wygranym 1:0 meczu przeciwko Arsenal FC. W dalszej części kariery występował w klubach szkockich: Partick Thistle FC, Dundee FC, St. Johnstone FC, Aberdeen FC, Dundee United oraz Rangers FC. Największe sukcesy sportowe osiągnął jako zawodnik Rangers FC, z którym zdobył mistrzostwo Szkocji (1999/00), Puchar Szkocji (1999/00) oraz Puchar Ligi (2001/02). W sezonie 2000/01 wystąpił w Lidze Mistrzów UEFA, gdzie Rangers odpadli po fazie grupowej. Dodds wystąpił w 3 spotkaniach i zdobył bramkę w meczu przeciwko SK Sturm Graz (5:0). Karierę zawodniczą zakończył w 2006 roku jako gracz Partick Thistle FC (Second Division). Ogółem w latach 1989–2005 rozegrał on w Scottish Premier League 432 spotkania i zdobył 147 goli.

## Kariera reprezentacyjna
5 października 1996 roku zadebiutował w reprezentacji Szkocji w wygranym 2:0 meczu przeciwko Łotwie w ramach eliminacji Mistrzostw Świata 1998. 10 października 1998 roku zdobył 2 pierwsze bramki dla drużyny narodowej w wygranym 3:2 meczu z Estonią w kwalifikacjach EURO 2000. Ogółem w latach 1996–2001 rozegrał w reprezentacji Szkocji 26 spotkań i zdobył 7 goli.

## Kariera trenerska
W latach 2007–2010 pracował jako trener napastników w Queen of the South FC, gdzie zatrudniono go za sprawą pierwszego szkoleniowca Gordona Chisholma. W marcu 2010 roku rozpoczął pracę jako asystent Chisholma w Dundee FC Klub zajmował wówczas 1. lokatę w First Division, jednak ostatecznie zajął na koniec sezonu 2009/10 2. miejsce, nie dające promocji do Premier League. W październiku 2010 roku Billy Dodds i Gordon Chisholm popadli w konflikt z władzami klubu odnośnie do sposobu jego zarządzania i spłaty długów, co skutkowało zwolnieniem całego sztabu szkoleniowego. Od września 2014 roku Dodds pracuje jako II trener w klubie Ross County FC

## Sukcesy
Aberdeen F.C.
- Puchar Ligi Szkockiej (1995/96)

Rangers F.C.
- mistrzostwo Szkocji (1999/00)
- Puchar Szkocji (1999/00)
- Puchar Ligi Szkockiej (2001/02)